# Daniel del Valle Blanco
Daniel del Valle Blanco (Madrid, 7 de diciembre de 2001) es un diplomático y jurista español. A los 20 años fue acreditado ante las Naciones Unidas como agregado de Asuntos Políticos y de Juventud, convirtiéndose en uno de los diplomáticos más jóvenes en ejercer funciones multilaterales. Actualmente sirve como embajador del Organismo Internacional de Juventud para Iberoamérica (OIJ) ante la ONU en Nueva York. Ejerce como Alto Representante para la Juventud de la Fundación Internacional de Derechos Humanos (IHRF). Es jefe de la rama española de la campaña «Fe para la Tierra» del Programa de las Naciones Unidas para el Medio Ambiente (PNUMA) y ha laborado en cooperación con la Alianza de Civilizaciones de las Naciones Unidas (UNAOC). En 2025 fue distinguido por la OTAN con el Premio Serge Lazareff, siendo el español más joven en recibir dicha condecoración. Su trayectoria ha sido respaldada por instituciones multilaterales, gobiernos y parlamentos de distintos continentes.

## Formación académica
Del Valle es graduado en Derecho (con especialización en Derecho Internacional) por el Real Centro Universitario María Cristina de El Escorial, adscrito a la Universidad Complutense de Madrid. Obtuvo el Máster Universitario en Unión Europea y China por la Universidad Rey Juan Carlos de Madrid. Completó un curso de Economía en la Universidad de Münster (Alemania) y ha realizado el programa certificado ofrecido por la Iniciativa Financiera del Programa de las Naciones Unidas para el Medio Ambiente (UNEP FI), centrado en derecho climático, diplomacia multilateral y gobernanza internacional.
Durante el año académico 2023–2024, fue invitado como profesor visitante en la Universidad de Columbia (Estados Unidos), donde impartió sesiones en el ámbito de la diplomacia internacional y el liderazgo juvenil.

## Carrera diplomática
Inició su carrera internacional en la Misión Permanente de la República Eslovaca ante las Naciones Unidas, donde comenzó como pasante y, posteriormente, fue promovido a asesor de políticas juveniles del embajador. Colaboró en el seguimiento de la Agenda Juventud 2030, con enfoque en América Latina y África, participando en los trabajos de los comités sociales de la Asamblea General. 
Se incorporó a la Misión Observadora Permanente de la Soberana Orden de Malta ante las Naciones Unidas, donde fue acreditado como Agregado de Asuntos Políticos y de Juventud. Representando a la Orden en cuestiones relativas a la juventud, la paz, la protección de lugares religiosos y la cooperación interinstitucional.
Fue designado como Embajador y Observador Permanente del Organismo Internacional de Juventud para Iberoamérica (OIJ) ante las Naciones Unidas. Representó los intereses de los jóvenes en la región iberoamericana ante los principales órganos del sistema multilateral, como la Asamblea General, el ECOSOC, la Comisión de Desarrollo Social y el Consejo de Seguridad. Ejerció también como Presidente del Consejo Asesor Juvenil de ONU-Hábitat, liderando los vínculos entre la agencia de Naciones Unidas y las redes juveniles internacionales, con foco en sostenibilidad urbana, inclusión y desarrollo territorial. 
Fue nombrado Enviado Especial para la Juventud del Parlamento Centroamericano (Parlacén), ampliando así su labor institucional a la región centroamericana.

## Participación internacional
Participó en las 76.ª, 77.ª y 78.ª sesiones de la Asamblea General de las Naciones Unidas, así como en la Comisión de Desarrollo Social del ECOSOC y otros mecanismos funcionales.
Fue ponente en el Foro de Doha, en Catar, donde abordó el papel de los jóvenes en los procesos de desarrollo sostenible, así como en el Congreso Iberoamericano de Diplomacia y Relaciones Internacionales organizado por el Centro Iberoamericano de Estudios Internacionales (CIBEI). Fue orador en la sede de la Universidad de Columbia (Teachers College), donde desarrolló un programa anual como profesor invitado.
En 2023, participó en la Conferencia “Nuestro Océano”, celebrada en Ciudad de Panamá, y en la XXVIII Cumbre Iberoamericana de Jefes de Estado y de Gobierno, celebrada en Santo Domingo, República Dominicana.
En mayo de 2024, intervino en el Consejo de Seguridad de las Naciones Unidas en el marco del debate abierto sobre el mantenimiento de la paz y la seguridad internacional, centrado en el papel de las mujeres y los jóvenes en los procesos de consolidación de la paz.
En junio de 2024, fue invitado por la International Montessori School of Beijing, en China, donde participó junto a estudiantes y docentes en actividades sobre educación para la paz y ciudadanía global.
Ejerció como secretario general del Círculo Internacional Universitario Español (CIU), una plataforma académica y cultural que agrupaba a jóvenes líderes con vocación internacional. Fue embajador en España de la campaña continental Todos Somos Migrantes, impulsada por la Organización de los Estados Americanos (OEA) y la Fundación Panamericana para el Desarrollo (PADF), enfocada en la promoción de los derechos humanos de las personas migrantes.

## Reconocimientos y distinciones
- Premio Serge Lazareff,[39][40][41][42][29] otorgado por la OTAN
- Parlamento Andino[49][33]
- Orden «Presidente Juan Demóstenes Arosemena» del Gobierno de Panamá[50][33]
- Gobierno de la República Dominicana[51][33]
- Senado de Puerto Rico
- Academia de Historia y Geografía de México
- Gobierno de San Salvador (Ayuntamiento)
- Real Academia de Doctores de España[33]
- Universidad Evangélica de El Salvador
- Comité de Desarrollo Sostenible de Nueva York
- Universidad Keiser (Florida)
- Universidad INCCA (Colombia)
- Universidad de Guayaquil (Ecuador)
- Honoris Causa, por la Universidad IHERIS (Togo), en Empoderamiento Juvenil y Alianzas Globales[52][33]
- Honoris Causa, por la Universidad CUGS (México), en Diplomacia[33]
- Caballero de la Soberana Orden de Malta[53][29][41]